# フラッシュ&ジャンプ
『フラッシュ&ジャンプ』（フラッシュ・アンド・ジャンプ）は、NHKで放送されていた音楽特別番組である。

## 概要
ローティーンのアイドルポップスファンに贈る音楽バラエティ番組。最新のヒットパレードや歌謡青春ドラマ、音楽教室コーナーなどで構成した。
NHKがアイドルの歌番組を公開録画するのは『レッツゴーヤング』以来3年3ヶ月ぶりであった。同番組の末期は、自分の嫌いなアイドルが出るとパチンコ玉を投げる客などが出て公開断念、スタジオ収録に切り替えたいきさつがある。NHKホールでの公開録画に毎回2万5千通もの入場希望があり、番組の問い合わせは収録後2か月を過ぎても絶えなかった。
NHKBS2で先行放送された後、NHK総合でも放送されていた。1998年11月に1度だけ当時活躍の現役アーティストで復活版が放送された（BSのみ）。

## 放送日時
| 回 | NHKBS2        | NHKBS2             | NHK総合        | NHK総合            |
| -- | ------------- | ------------------ | -------------- | ------------------ |
| 1  | 1989年6月11日 | 日曜 19:20 - 20:36 | 1989年7月22日  | 土曜 21:15 - 20:04 |
| 2  | 1989年9月24日 | 日曜 19:20 - 20:20 | 1989年10月10日 | 火曜 17:05 - 17:59 |
| 3  | 1990年2月1日  | 木曜 19:30 - 20:40 | 1990年2月11日  | 日曜 17:05 - 17:50 |
| 4  | 1990年7月7日  | 土曜 12:20 - 13:34 | 1990年7月21日  | 土曜 19:20 - 19:59 |

## 出演者
- 少年隊
- 光GENJI
- SMAP
- 男闘呼組
- 少年忍者
- 平家派
- 浅香唯
- Wink
- 酒井法子
- 渡辺満里奈
- 工藤静香
- 荻野目洋子
- 中山美穂
- 田中美奈子
- 田村英里子
- 坂上香織
- 島崎和歌子
- 西村知美